# Трамвайная линия на Лесной улице (Москва)
Трамвайная линия на Лесной улице — трамвайная линия, проходящая рядом с первым в Москве Миусским трамвайным парком (ныне — расформированный троллейбусный парк имени Щепетильникова). Самая старая линия московского трамвая, движение открыто в 1899 году.
По данным на 2007 год, протяжённость линии в двухпутном исчислении с учётом оборотного кольца составляла 1,8 км. Линия была закрыта 28 июня 2008 года, но повторно открыта без кольца 22 сентября 2012 года, а в 2017 году — продлена до площади Тверская Застава.

## История в XIX—XX вв.

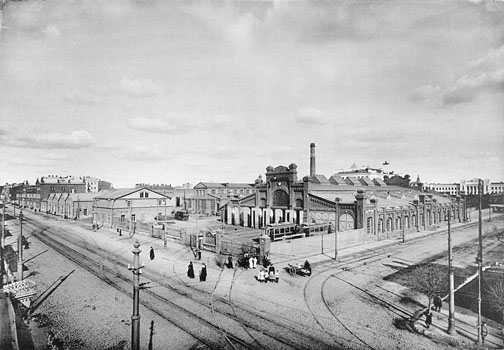
Вид на Лесную улицу с однопутной служебной линией в начале 1900-х годов

Первые дни существования линии напрямую связаны со строительством электрического трамвая в Москве и открытием первого обслуживающего его парка. Трамвай в Москве решили строить в качестве эксперимента в 1898 году на базе существовавших конно-железных дорог. Первые линии прошли от нынешней Пушкинской площади по улицам Малой Дмитровке, Долгоруковской, Новослободской и по Сущёвскому валу, а также были построены опытные линии от Тверской заставы до Петровского дворца и от Бутырской заставы по Верхней и Нижней Масловке до Петровского дворца. Линия на Лесной улице была построена в качестве однопутной служебной соединительной линии Тверской заставы и угла Новослободской улицы и Электрического Парка. Все работы на Лесной улице были полностью завершены в июне-июле 1899 года.
Впоследствии Лесную улицу переоборудовали в двухпутную и пустили на ней пассажирское движение. В дальнейшем с Лесной улицей было связано мало событий. Известно, что в 1930-е годы на улице проводился ремонт. После 1955 года из-за преобразования Миусского парка (тогда Трамвайного депо имени Щепетильникова) в троллейбусный парк были демонтированы служебные пути в депо.
До 1973 года линия продолжалась на юго-запад по Большой Грузинской улице к станции метро Краснопресненская и далее по улице Красная Пресня.
Из-за строительства жилых домов в 1984 году на Лесной было построено новое оборотное кольцо взамен старого, проходившего по 2-й Тверской-Ямской, 3-й Тверской-Ямской улицам и переулку Александра Невского. Новое кольцо было открыто 28 октября 1984 года.

## Закрытие линии

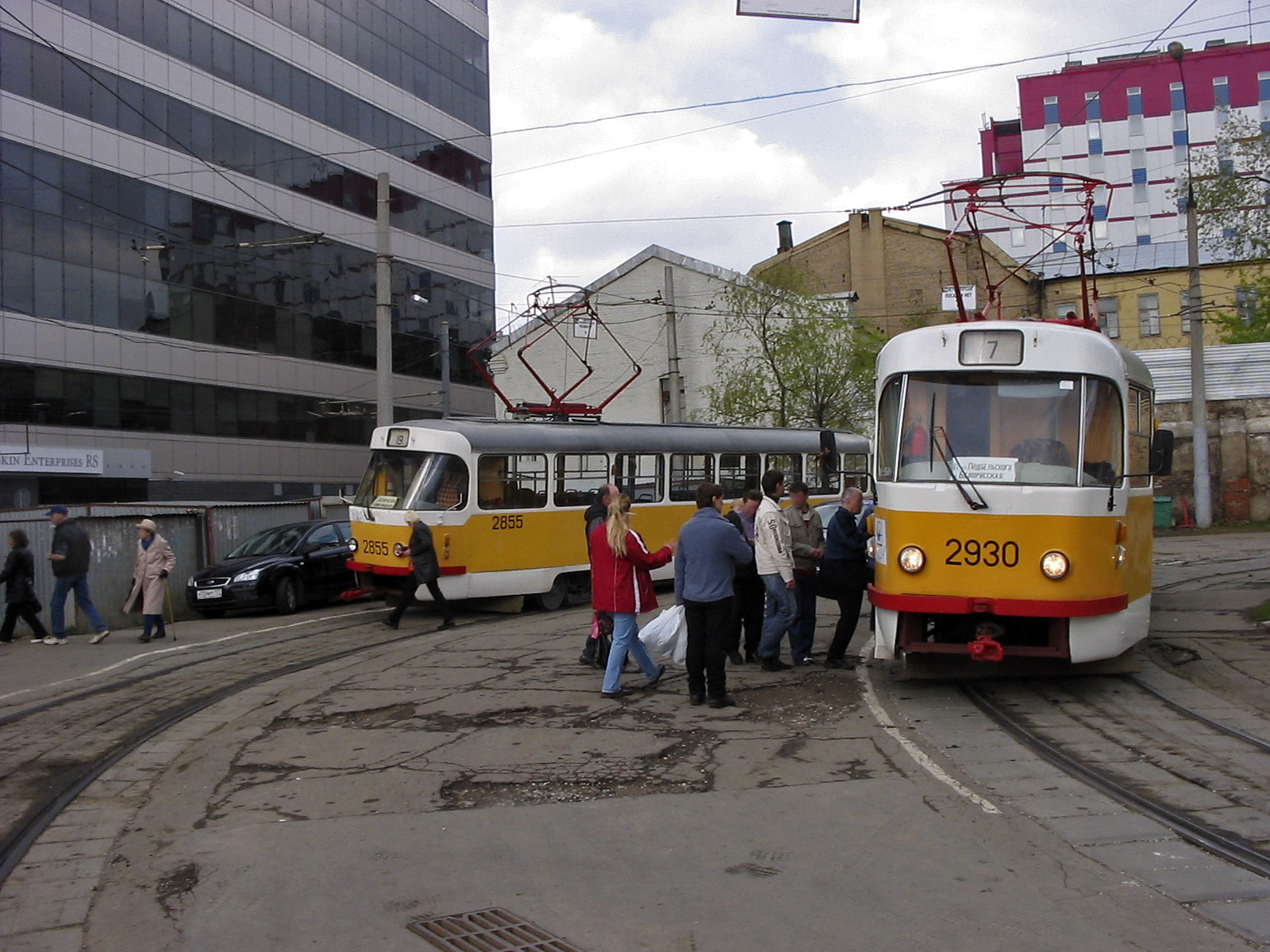
Трамваи Tatra T3 на оборотном кольце на Лесной улице недалеко от м. Белорусская. На фоне один из типичных для Москвы новейших бизнес-центров

К 2007 году на линии по Лесной улице работали два маршрута трамвая: 19 (метро «Белорусская» — метро «Новослободская») и 7 (метро «Белорусская» — метро «Улица Подбельского»). Общая протяжённость линии составляла 1,8 км в двухпутном исчислении с учётом кольца. Линия располагалась по центру проезжей части, на ней была уложена стандартная трамвайная рельсошпальная решётка по традиционной технологии. Вдоль трамвайных путей проходили служебные и маршрутные линии троллейбуса. На линии были расположены три остановки трамвая (в одну сторону).
Летом 2006 года в руки организации «Москвичи за трамвай» попало письмо мэру Юрию Лужкову от его заместителя Петра Аксёнова, в котором последний предлагал снять трамвайную линию на Лесной. Одной из возможных причин снятия в организации «Москвичи за трамвай» усмотрели в строительстве бизнес-центра рядом с оборотным кольцом. В соответствии с ранее изданным постановлением правительства Москвы от 6 февраля 2006 года, инвестор должен был реконструировать трамвайное кольцо за свой счёт и встроить его в возводимое им здание. Демонтаж фактически избавлял инвестора от обязанности по реконструкции кольца, которая была на него возложена этим постановлением.
Организация «Москвичи за трамвай» проводила различные акции в защиту трамвая. В частности, 7 апреля 2007 года, спустя 108 лет со дня открытия линии, проводилось индивидуальное пикетирование остановок вдоль 19-го маршрута. В то же время Пётр Аксёнов отрицал, что планируется снятие, и даже утверждал, что такой вопрос совсем не рассматривался.
Тем не менее, в мае 2007 года правительство Москвы издало постановление, согласно которому линию планировалось демонтировать в 2008 году вместе с оборотным кольцом. По мнению московских властей, это должно было разгрузить Лесную улицу и увеличить её пропускную способность.

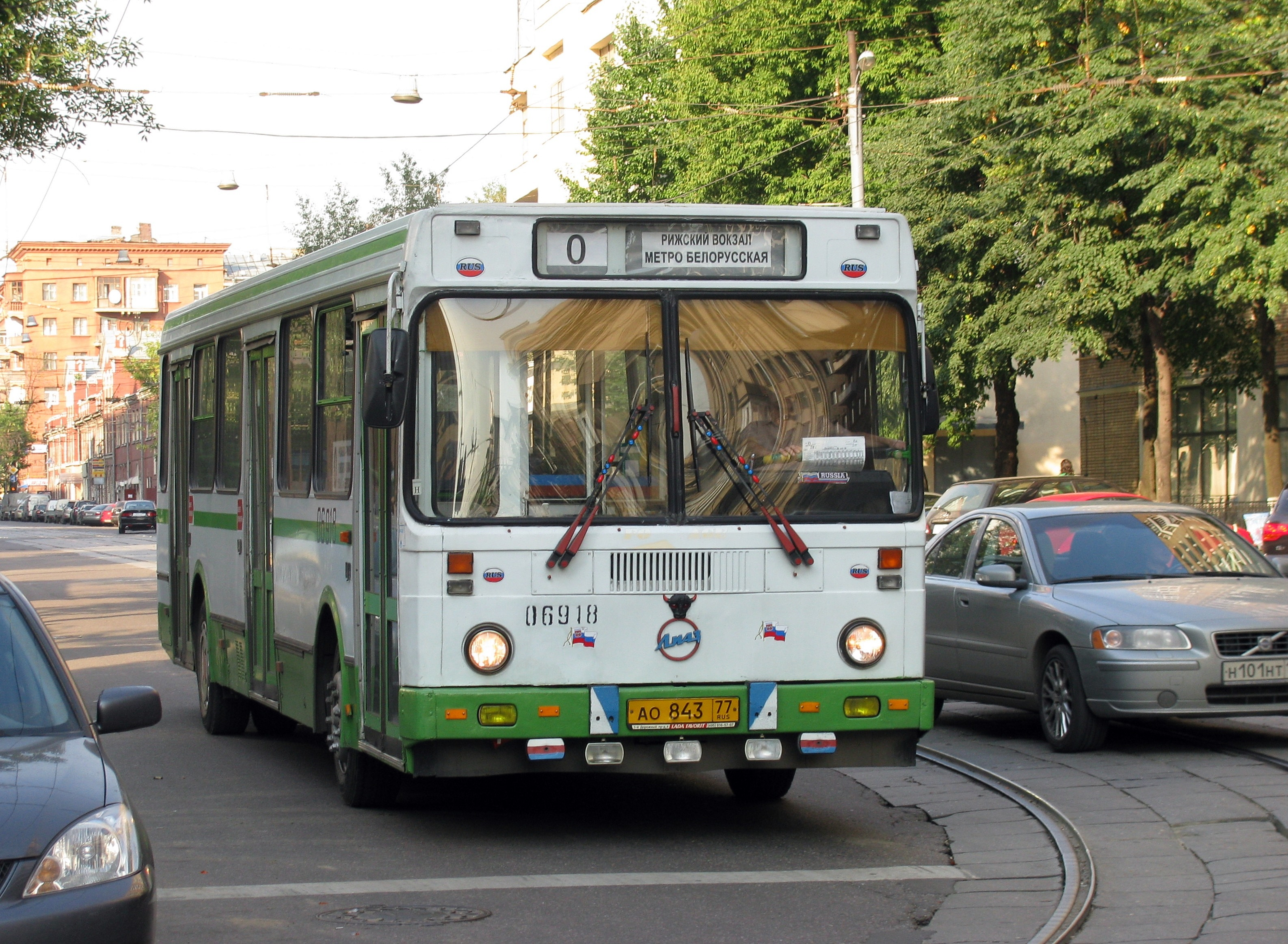
Компенсационный автобус № 0 вскоре после прекращения движения трамваев. Видно начало ещё не демонтированного оборотного кольца.

Ряд экспертов не согласился с этими аргументами. Так, в организации «Москвичи за трамвай» заявили, что демонтаж только понизит пропускную способность и что «расчёт показывает, что провозная способность выделенной трамвайной линии примерно в 10 раз превышает таковую для полосы индивидуальных автомобилей. Современный низкопольный трамвайный вагон 71-630 с комфортом перевозит 180 человек (54 сидячих), с лихвой заменяя 150 автомобилей».
Однако это не изменило ситуации, и решение было принято. Линию планировалось закрывать постепенно: сначала предполагалось ввести компенсирующий автобусный маршрут, затем интервалы движения должны были увеличиться, а автобусов уменьшиться; затем линия подлежала демонтажу. На демонтаж было выделено в общей сложности порядка 30 млн руб (около 1,1 млн долларов США, что практически равно строительству линии по традиционной технологии той же протяжённости — такие работы оцениваются в 15 млн руб на 1 км).
28 июня 2008 года движение по линии было прекращено.

## Восстановление трамвайного движения по Лесной
11 января 2012 года на официальном сайте ГУП «Мосгортранс» в разделе «Закупки и конкурсы» было опубликовано приглашение делать оферты на выполнение проектных работ по восстановлению линии с обустройством обособленного конечного узла у станции метро «Белорусская» для возможности использования вагонов с двухсторонним управлением.
13 февраля стало известно, что информацию о возобновлении движения трамваев по Лесной улице в 2013 году озвучили населению сотрудники управы Тверского района. В «Мосгортрансе» пояснили, что трамвайные вагоны депо им. Баумана уже начали приспосабливать к тупиковому — без оборотного кольца — движению в сцепках.
28 августа на официальном сайте управы Тверского района также была размещена информация о том, что департаментом транспорта и развития дорожно-транспортной инфраструктуры совместно с ГУП «Мосгортранс» проработан вопрос о восстановлении движения трамваев на Лесной улице с применением трамвайных поездов, предназначенных для работы без использования разворотных колец. В ГУП «Мосгортранс» был издан приказ об организации трамвайного движения на Лесной улице, утвержден план мероприятий по порядку и срокам организации трамвайного движения на Лесной улице в 2011—2012 годах.
19 сентября «Мосгортранс» официально объявил, что с 22 сентября 2012 года по Лесной улице открывается движение трамвая по маршруту № 9 («Станция метро „Белорусская“ — МИИТ»).

## Продление линии до площади Тверская Застава

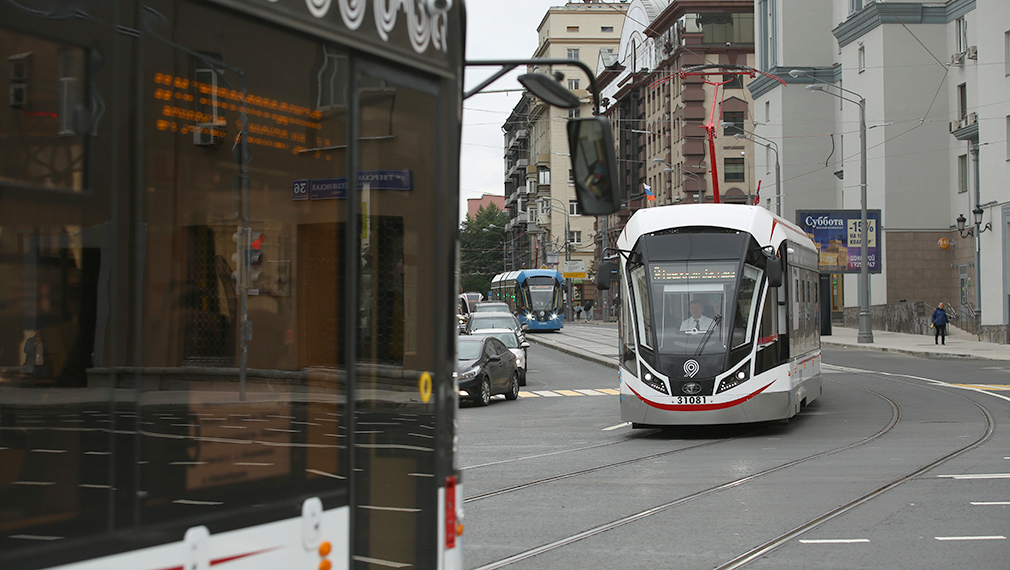
Трамвайная линия стала пересекать 1-ю Тверскую-Ямскую улицу

11 июля 2016 года на официальном портале госзакупок появилась конкурсная документация на благоустройство площади Тверская Застава, содержащая в себе проект организации трамвайного кольца на площади. Проект предусматривал превращение площади в транспортный хаб для пересадки с автобусов, имеющих конечную остановку у Белорусского вокзала, на метро, при этом автобусные остановки переносились с Ленинградского проспекта на привокзальную площадь, а для упрощения пересадки на площадь подтягивался и трамвай с Лесной.
5 сентября в интервью «Российской газете» глава департамента транспорта Максим Ликсутов подтвердил, что разрабатывается проект продления трамвайной линии с пересечением 1-й Тверской-Ямской улицы и разворотом на площади Тверской Застава. 24 ноября градостроительная комиссия поддержала проект реконструкции площади и начала Лесной улицы.

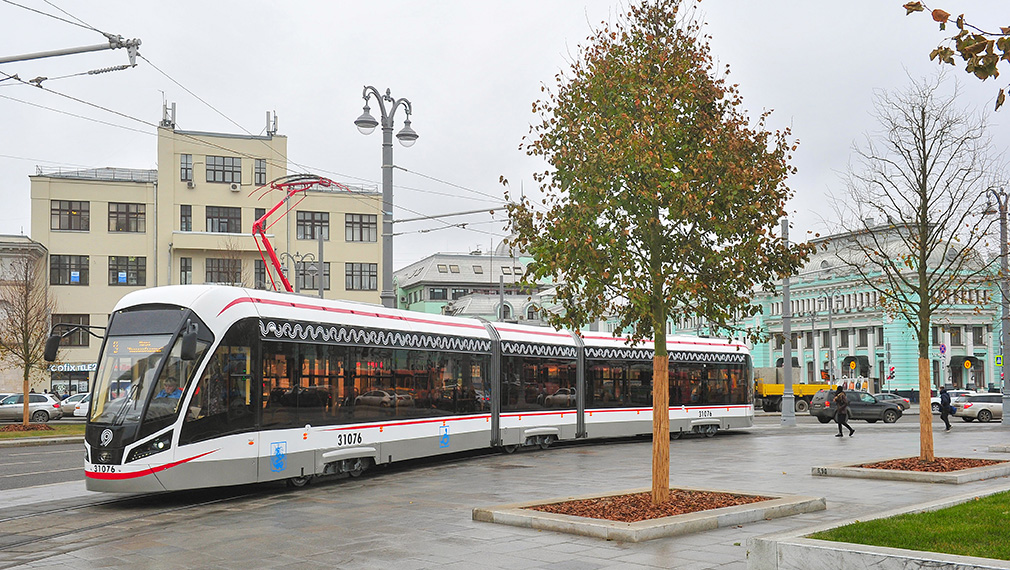
Трамвай 71-931М («Витязь-М») вскоре после открытия нового кольца

К 19 апреля 2017 года Москомэкспертиза утвердила проект строительства кольца и продления трамвайных путей протяженностью 1,22 км. В конце мая были начаты работы по благоустройству площади в рамках программы «Моя улица» и одновременно с ними — работы по продлению трамвайных путей на Лесной улице.
15-16 июля 1-я Тверская-Ямская улица перекрывалась для укладки рельсов, соединяющих Лесную с Тверской Заставой, а 19 августа состоялся первый тестовый рейс трамвая «Витязь-М» по новому разворотному кругу на площади.
7 сентября до Тверской Заставы были продлены пять автобусных маршрутов, а 9 сентября — запущено движение трамваев. С площади стали ходить трамвайные маршруты № 7 (до конечной остановки «Метро „Бульвар Рокоссовского“» — по трассе, сходной с действовавшей в 1998—2008 гг., до закрытия линии по Лесной) и № 9 (до метро «Новослободская» с заездом к МИИТу — как следовал в 2002—2008 гг. трамвай № 19). В настоящее время маршрут № 9 следует до МИИТа и далее полукольцом против часовой стрелки обратно на Лесную улицу.